# Емануил Филиберт Савойски-Аоста
Вижте пояснителната страница за други личности с името Емануил Филиберт Савойски.
Емануил Филиберт Савойски-Аоста, с пълно име Емануил Виктор Евгений Алберт Генуа Йосиф Мария Савойски-Аоста (на италиански: Emanuele Filiberto Vittorio Eugenio Alberto Genova Giuseppe Maria, Емануеле Филиберто Виторио Еудженио Алберто Дженова Джузепе Мария ди Савоя-Аоста; * 13 януари 1869, Генуа, Кралство Италия; † 4 юли 1931, Торино, Кралство Италия), е херцог на Аоста, член на Италианското кралско семейство от кадетския клон Савоя-Аоста, италиански генерал, маршал на Италия.
Принц на Астурия от 1870 до 1873 г., когато баща му Амадей I е крал на Испания. След абдикацията му той се завръща в италианския кралски двор с титлата „херцог на Аоста“ от 1890 г., със смъртта на баща си. Запомнен сред главните фигури на Първата световна война, той командва Трета армия на Кралската армия, а италианската военна пропаганда го нарича „Непобедимия херцог“ (Duca Invitto), подчертавайки липсата на истинско поражение по време на битките при Изонцо.

## Произход
Той е третият син на Амадей I Савойски-Аоста (* 1845, † 1890), херцог на Аоста и единствен крал на Испания (1870 – 1873) от Савойската династия, и на съпругата му Мария Витория дал Поцо дела Чистерна (* 1847, † 1876), наследница на стар аристократичен пиемонтски род. Негови дядо и баба по бащина линия са крал Виктор Емануил II, последен крал на Сардиния (1849 – 1861) и първи крал на обединена Италия (17 март 1861 – 1878), и ерцхерцогиня Мария Аделхайд Хабсбург-Лотарингска, а по майчина – принц Карл Емануил дал Поцо дела Чистерна, сенатор на Кралство Италия, и графиня Луиза Каролина Гислен дьо Мерод. Чичо му е крал Умберто I. Той е първи братовчед на бъдещия крал на Италия Виктор Емануил III. Има двама братя:
- Виктор Емануил (* 1870, † 1946), граф на Торино, генерал, неженен
- Лудвиг Амадей (* 1873, † 1933), 1-ви херцог на Абруци, адмирал, изследовател и алпинист, неженен

Има и един природен брат от втория брак на баща си.

## Биография

### Детство и младост
Когато баща му става крал на Испания, той се премества със семейството си в Мадрид и на 1-годишна възраст Емануил Филиберт получава титлите „принц на Астурия“ и „инфант на Испания“, и е определен като престолонаследник.
Поради контрастите с испанската политика Амадей I Савойски абдикира през 1873 г., след две години управление. След като Амадей се завръща в Италия, баща му Виктор Емануил II отново потвърждава титлата му „херцог на Аоста“, вече получена при раждане, но изоставена заради кралската титла, и подобна е ситуацията и с Емануил Филиберт.
След абдикацията на баща си Емануил Филиберт никога не изявява претенции за испанския трон. Той израства и се обучава като принц на Савойската династия в Торино, където баща му се установява за постоянно.
Губи майка си на 7-годишна възраст. След смъртта на баща си на 18 януари 1890 г. наследява титлата и става вторият херцог на Аоста.

### Брак
На 25 юни 1895 г. се жени в Кингстън на Темза близо до Лондон за Елена Орлеанска, дъщеря на принц Луи Филип Алберт Орлеански, граф на Париж и орлеански претендент за френския трон, и на принцеса Мария Изабела Орлеанска.

### Първа световна война
Започва военната си кариера в Кралската армия през 1884 г., като постъпва във Военната академия в Торино. През 1906 г. получава командването на армейския корпус на Неапол и премества цялото си семейство в Кралския дворец „Каподимонте“ (днес Музей „Каподимонте“). През 1911 г., и с избухването на войната в Либия, остава на служба в Неапол, но това не го предпазва от заразяване с тиф, който вероятно го е поразява по време на многобройните посещения на болни и ранени войници, върнати от либийската пустиня до Италия.
Още преди окончателното влизане на Италия в Първата световна война участва в скрита мобилизация, която кара него и други войници да се придвижат към Венеция (Местре) и след това към Тревизо. Генерал Луиджи Кадорна, отговарящ за херцога, веднага присъединява към него генералите Аугусто Ванцо и Джузепе Вакари. С началото на военните действия, на 24 май 1915 г. Емануил Филиберт ръководи Трета армия с чин на генерал, без никога да претърпи поражения на бойното поле по време на цялата продължителност на конфликта (оттук и наименованието му „Непобедимият херцог“). Щабът на армията е за известен период в Червиняно дел Фриули; командването се намира във Вила „Атемпс-Брешани“. Целта на операциите е да се отблъсне австро-унгарската армия, която защитава от изток.
Трета армия, заедно с Втора, успяват да извършат частичен пробив на австрийските линии и да завладеят Гориция в Шестата битка при Изонцо (Битка при Гориция). След поражението при Капорето неговата армия трябва да се оттегли заедно с останалите по линията на Пиаве. След поражението в битката при Капорето се очаква Емануил Филиберт естествено да поеме върховното командване, което е на генерал Кадорна, но неговият братовчед Виктор Емануил III решава да назначи тогава неизвестния генерал Армандо Диац, служил при самия Емануеле Филиберт. Именно в Дом „Морпурго“ в Падуа кралят, завръщайки се от Рим след разрешаването на министерската криза, казва на Бизолати: „Нека не обезценяваме херцога, защото бихме могли да имаме нужда от него“. Според някои историци той намеква за възможността да абдикира в случай на поражение при Пиаве, което принуждава Италия да се предаде. В този случай херцогът на Аоста би могъл да има регентство по време на невръстната възраст на принц Умберто II, тогава на тринадесет години. Бюлетинът на победата, след битката при Виторио Венето, съобщава, че „херцогът на Аоста напредва бързо начело на своята непобедима Трета армия, копнеейки да се върне на вече победоносно завоюваните позиции, които никога не е губил“.

### Нареждане за разстрели
На 1 ноември 1916 г., в съгласие с генерал Луиджи Кадорна, който съобщава заповедта с циркулярна телеграма 2910, Емануил Филиберт въвежда децимация сред своите военни части в противоречие с разпоредбите на военния наказателен кодекс, които по-късно са заклеймени и от Комисията за разследване на Капорето – разследване, което, въпреки че пряко засяга Херцога на Аоста, не го подлага на проверка, тъй като той принадлежи към Кралското семейство.
Циркулярът на Херцога на Аоста от 1 ноември 1916 г. съобщава:
| „ | Имам намерение дисциплината винаги да царува върховно сред войските ми. Затова аз одобрих в отделите, които за съжаление бяха опетнени с такъв тежък срам, някои, виновни или невинни, да бъдат незабавно убити. Ще го правя, неумолимо, толкова пъти, колкото е необходимо. Отечеството ни е възложило свещен дълг. За да го постигна, няма да се спра пред никаква мярка, колкото и сериозна да е тя. | “ |

### Следвоенен период
През 1922 г., по време на похода към Рим, който на практика поставя началото на фашистката диктатура в Италия, Херцогът на Аоста е предложен от Бенито Мусолини за наследник на длъжността на крал на Италия, в случай че Виктор Емануил III се противопостави на фашисткото движение. Събитието не се състои, но Емануил Филиберт остава винаги дълбоко привързан към Мусолини за уважението, което му е оказано, и е един от основните му поддръжници в Италианското кралско семейство.
От 23 юни 1925 до април 1927 г. ръководи Националната следработна организация – асоциация, създадена в Италия на 1 май 1925 г. от фашисткия режим, докладваща директно на Премиера, със задачата да се грижи за свободното време на работниците.
За заслугите, придобити по време на Първата световна война и като признание за подкрепата, оказана от него и семейството му на Дучето, на 26 юли 1926 г. той е назначен за маршал на Италия заедно с Пиетро Бадолио, Енрико Кавиля, Гаетано Джардино и Гулиелмо Пекори Джиралди, а две години по-късно с Луиджи Кадорна и Армандо Диац. Херцогът е признат за основен символ на италианските войници през Първата световна война, заради което заема множество длъжности на представителство на Короната, сред които председателството на празненствата в Торино през 1928 г. за десетата годишнина от победа и четирите века от рождението на херцог Емануил Филиберт. Сред позициите, които му са предоставени по това време, са тези на Президент на Военния орден на Савоя и Президент на комисията за повишаване на военните заслуги на офицерите от колониите.

### Смърт
Емануил Филиберт умира на 62-годишна възраст от пневмония в наследствения дворец Палацо дела Чистерна в Торино на 4 юли 1931 г. Суверените и принцовете на Пиемонт присъстват на погребението му в Торино на 7 юли 1931 г. По негова воля е погребан сред войниците в гробището Инвити на хълма Коле Сант Елия в Редипуля, където са положени падналите от Непобедимата трета армия. След това е преместен във Военното светилище на Редипулия при откриването му през 1938 г. Най-големият му син Амадей го наследява в херцогската титла.

## Памет
На него са посветени мостът „Дука д'Аоста“ над река Тибър в Рим, открит през 1942 г. по проект на архитекта Винченцо Фасоло, и монументалният мост над Пиаве в Йезоло, открит от самия Херцог на Аоста на 9 октомври 1927 г. Реджа Марина посвещава крайцер в негова памет, който в края на Втората световна война е прехвърлен на Съветския съюз за ремонт на щети от войната. Торино посвещава на него малък площад, където се намира Паметникът на италианския пехотинец, пред входа на Политехническия университет на бул. „Дука дели Абруци“ (по-малкия му брат Лудвиг Амадей). Милано кръщава площада пред Гара „Милано Чентрале“ на него.

## Брак и потомство
∞ 25 юни 1895 г. в Кингстън на Темза за Елена Орлеанска (* 13 юни 1871, Туикенам; † 21 януари 1951, Кастеламаре ди Стабия), дъщеря на принц Луи Филип Алберт Орлеански, граф на Париж и орлеански претендент за френския трон, и на принцеса Мария Изабела Орлеанска, от която има двама сина:
- Амадей Савойски-Аоста, наречен „Железният херцог“ и „Героят от Амба Алаге“ (* 21 октомври 1898, Торино; † 3 март 1942, Найроби), трети херцог на Аоста, генерал, авиатор, вицекрал на Етиопия (1937 – 1941); ∞ 5 ноември 1927 в Неапол за френската принцеса Анна Орлеанска (* 5 август 1906, Льо Нувион ан Тиераш; † 19 март 1986, Соренто), от която има две дъщери.
- Аймон Роберт Маргарита Мария Йосиф Торино Савойски-Аоста (* 9 март 1900, Торино; † 29 януари 1948, Буенос Айрес), четвърти херцог на Аоста (1942 – 1948), крал на Хърватия като Томислав II (1941 – 1943), адмирал; ∞ 1 юли 1939 във Флоренция за Ирина Гръцка (* 13 февруари 1904, Атина; † 15 април 1974, Фиезоле), дъщеря на крал Константинос I и на София Хоенцолерн, от която има един син.

След смъртта му Елена Орлеанска се омъжва тайно през октомври 1936 г. за полковник Ото Кампини, офицер от Пиемонт (от Брузаско), който е част от нейния двор. Тя продължава да живее в двореца „Каподимонте“ в Неапол дори след края на монархията, като напуска двореца едва през 1949 г., когато се премества в Кастеламаре ди Стабия, където умира, надживявайки и двамата си сина.